# Фуллер, Уильям Аллен
Уильям Аллен Фуллер (англ. William Allen Fuller; 15 апреля 1836, Генри, Джорджия — 28 декабря 1905, Атланта) — американский железнодорожный служащий, в период Гражданской войны работал кондуктором Западно-Атлантической железной дороги.
Получил широкую известность из-за своего участия в Великой паровозной гонке — дерзкой и смелой операции группы рейдеров-северян по уничтожению мостов на железной дороге между Атлантой и Чаттанугой с целью нарушить логистику армии конфедератов на этом направлении. Именно упорство Фуллера, который преследовал их несмотря на все трудности, не позволило диверсантам выполнить поставленные задачи и достичь территории Союза.

## Биография
Родился в сельском округе Генри (штат Джорджия) близ станции Морроу в семье Уильяма Александра Фуллера (William Alexander Fuller, о матери данных нет). Получил образование в местной школе.
8 сентября 1855 года устроился на Западно-Атлантическую железную дорогу (Western and Atlantic Railroad).

### Гражданская война

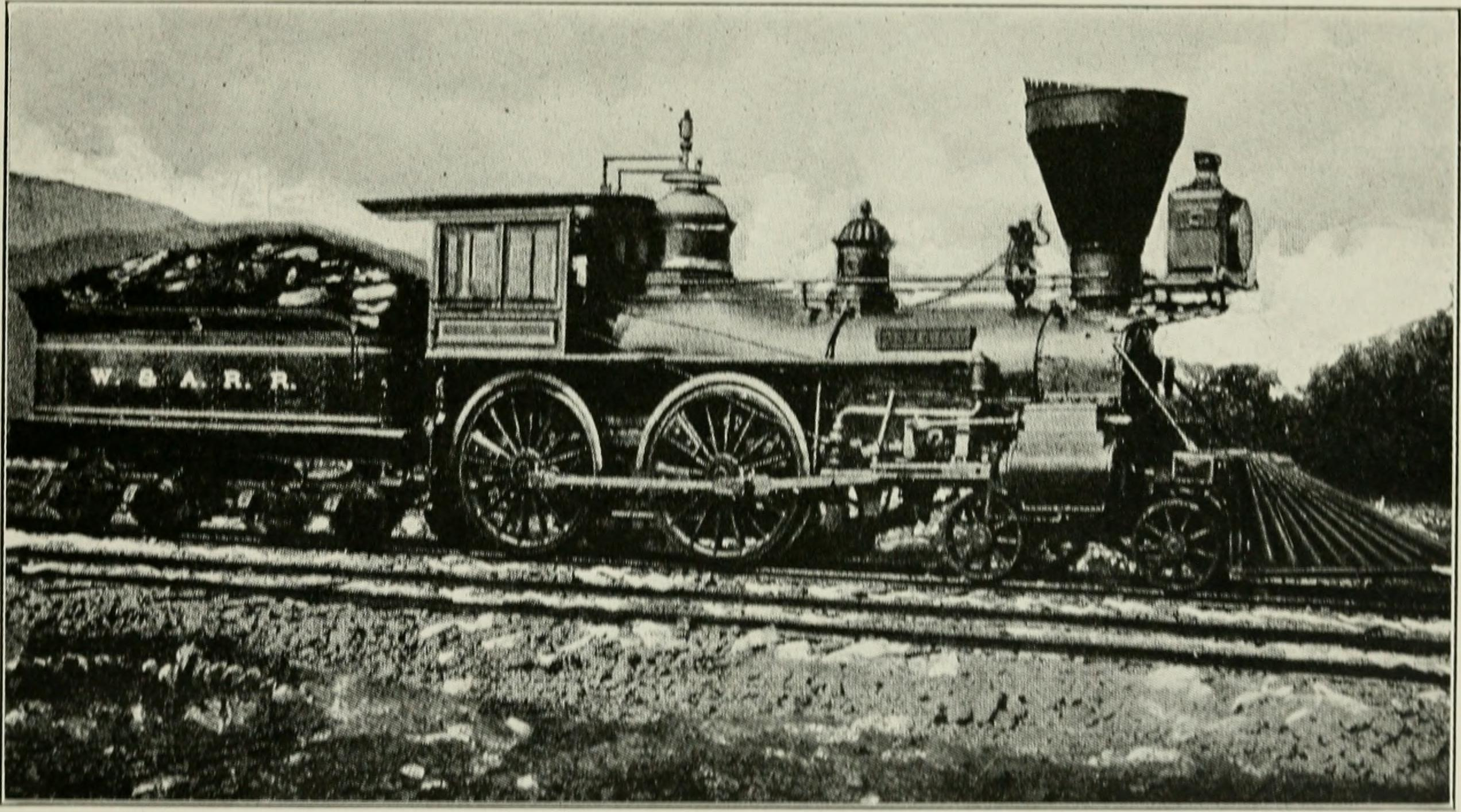
Захваченный паровоз «Генерал»

К началу военных событий Фуллер работал уже кондуктором. 12 апреля 1862 года он обслуживал утренний грузо-пассажирский экспресс из Атланты в Чаттанугу, когда заметил, что в Мариетте села достаточно большая группа людей, что необычно для данной станции. Когда состав прибыл на станцию Биг-Шэнти где была предусмотрена остановка для завтрака, железнодорожники и значительная часть пассажиров покинули поезд, оставив его фактически без присмотра.
Во время завтрака Уильям вдруг услышал шум работы парового двигателя, а когда выскочил наружу, то увидел лишь скрывающийся за поворотом их локомотив «Генерал» с несколькими грузовыми вагонами. Свидетели сказали, что видели как в паровоз сели четыре человека; ещё 16 человек, которые сели в грузовые вагоны, они не заметили. Ранее руководство дороги оповестило своих работников, что дорогой могут воспользоваться дезертиры из армии Юга, поэтому и в данной ситуации Фуллер предположил, что их поезд угнали солдаты из расположенного близ станции лагеря. Тогда он заявил, что стоит преследовать угнанный паровоз, даже если для этого придётся бежать до самой Чаттануги. Это вызвало смех многих окружающих, но кондуктор сумел убедить бежать за локомотивом машиниста Кайна и ехавшего пассажиром начальника службы локомотивов Мёрфи.

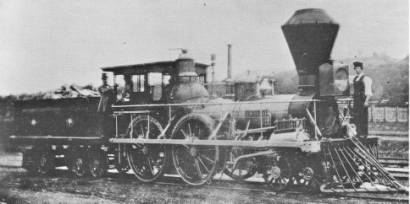
Паровоз «Ёна»

Перед станцией Мун преследователям попалась бригада Джексона Бонда (Jackson Bond), от которой они узнали, что угонщики с паровоза останавливались и забрали с собой путевой инструмент; это намекало на то, что данные угонщики на самом деле были не дезертирами, а имели более серьёзные планы. Позаимствовав у путейцев ручную дрезину, Фуллер с товарищами продолжили погоню на ней и после Алатуны наткнулись на разобранный участок пути, через который дрезину пришлось перенести на руках. Доехав до моста через реку Этова железнодорожники успели перехватить стоящий рядом под парами промышленный паровоз «Ёна» и продолжили погоню уже на нём. Однако прибыв в Кингстон они столкнулись с тем, что станция была забита грузовыми поездами; при этом оказалось, что угонщики покинули её всего несколько минут назад. Тогда Фуллер с товарищами покинув «Ёну» побежали к северу станции, где перехватили почтовый поезд, ведомый паровозом «Уильям Р. Смит». Однако отъехав от Кингстона на несколько километров они снова наткнулись на разобранный участок пути, поэтому были вынуждены спешиться, при этом пожилой Кайн сдался, поэтому дальше Фуллер и Мёрфи бежали вдвоём.

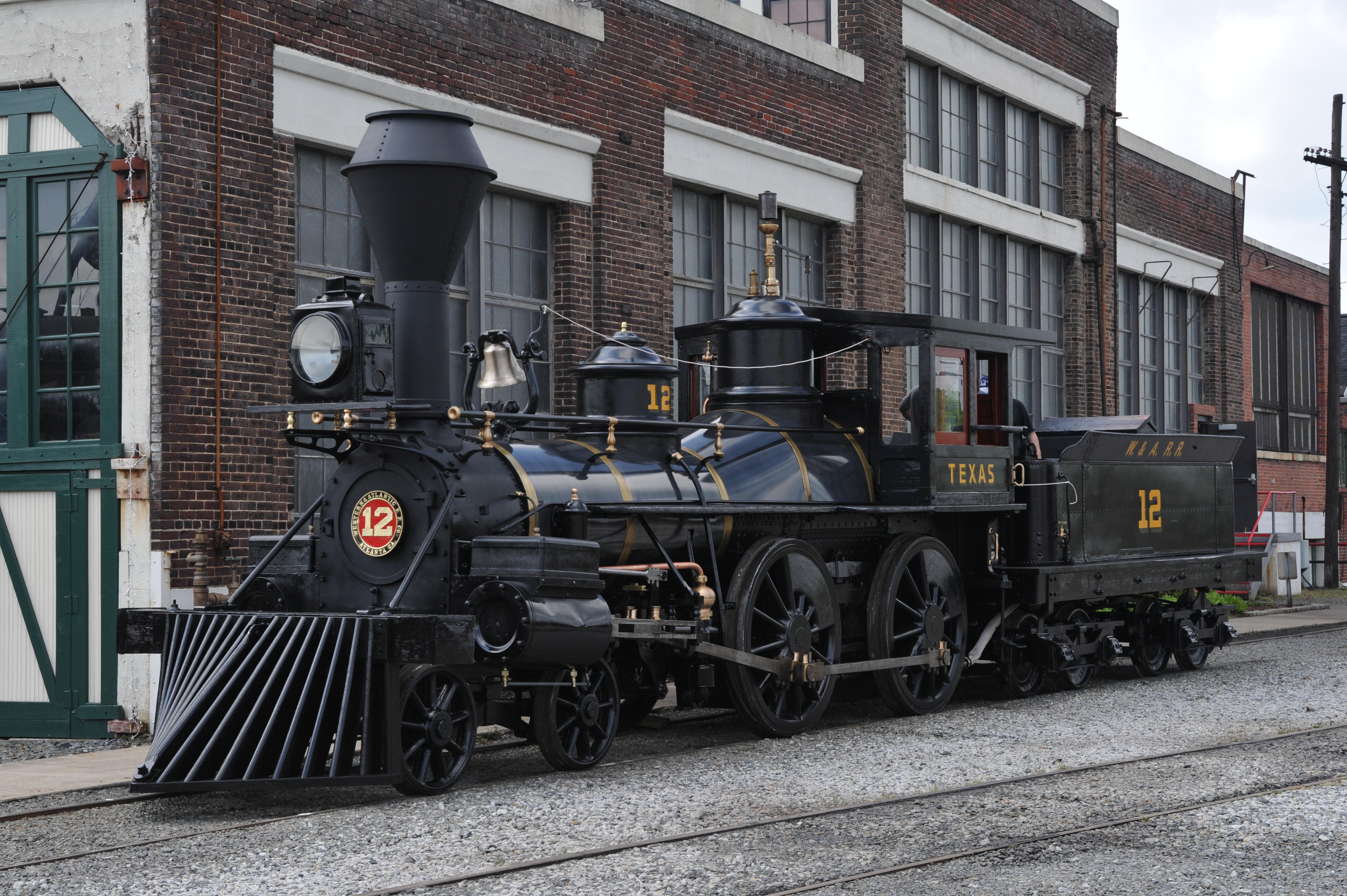
Паровоз «Техас» (фото 2017 года)

Пробежав несколько километров, Уильям встретил грузовой поезд, ведомый паровозом «Техас» под управлением машиниста Питера Брэккена (Peter James Bracken) и кратко объяснив ему ситуацию продолжил преследование рейдеров уже на данном локомотиве, который при этом ехал задним ходом. В Калгуне были подобраны несколько добровольцев, желающих участвовать в погоне, а также к этой гонке присоединился и паровоз «Катуза». Уже после города был подобран телеграфист Эдвард Хендерсон (Edward Henderson), которого Фуллер быстро доставил в Долтон, откуда в Чаттанугу было передано составленное заранее сообщение о ситуации на дороге, благодаря чему навстречу рейдерам была отправлена кавалерия.
Фактически после Калгуна железнодорожники преследовали диверсантов уже по пятам, не давая последним времени для пополнения запасов воды и топлива на паровозе, а также не давая уничтожить железнодорожные мосты. После прохождения Рингголда «Генерал» из-за истощения запасов не мог уже продолжать ход, в связи с чем лидер рейдеров Джеймс Эндрюс дал команду оставить поезд и рассредоточиться. В течение нескольких дней все рейдеры были схвачены.
Поведение мистера кондуктора Фуллера и некоторых других во время опасной погони за захваченным шпионами поездом заслуживает самой высокой оценки и дает им право на рассмотрение Генеральной Ассамблеи.
3 августа 1863 года Уильяму Фуллеру губернатором Джозефом Э. Брауном было присвоено звание капитана, после чего он на шесть месяцев возглавил Независимую государственную железнодорожную гвардию, которая занималась вопросами охраны железнодорожных мостов с целью недопущения повторения аналогичного рейда северян; 23 февраля 1864 года он был повторно назначен на эту должность. Со 2 сентября по 15 октября 1865 года занимал пост Главного маршала Атланты.

### Послевоенные годы
В январе 1870 года уволился с Western and Atlantic Railroad и перешёл в Macon and Western Railroad в которой проработал два года; в 1876 году всё же вернулся обратно в W&ARR. Очень ревностно относился к истории рейда Эндрюса, обвиняя других в искажении фактов. 30 мая 1891 года участвовал в открытии памятника Джеймсу Эндрюсу в Чаттануге. В последние годы жизни занимался торговлей в Атланте. 
Умер Уильям Фуллер в Атланте и был похоронен на городском Оклендском кладбище. Надпись на его надгробии гласит: 12 апреля 1862 года капитан Фуллер преследовал и после 90-мильной гонки по Западно-Атлантической железной дороге на север от Биг-Шэнти освободил исторический военный паровоз «Генерал», который был захвачен 22 переодетыми солдатами Союза, тем самым предотвратив разрушение мостов железной дороги и последующее расчленение Конфедерации.

## Личная жизнь
В первый раз женился в очень раннем возрасте в 1850 году на Лулу Эшер (Lulu Asher), которая родила ему четырёх детей, но все они умерли в младенчестве; в 1872 году умерла и сама Лулу.
В 1874 году повторно женился на Сьюзен Элфорд (Susan C. Alford, умерла 15 октября 1916 года), которая подарила ему сына и четырёх дочерей. Одна из дочерей — Энни Лаура (Annie Laurie Fuller) в 1911 году вышла замуж за художника-историка Уилбура Джорджа Куртца (Wilbur George Kurtz), который впоследствии стал техническим консультантом для нескольких фильмов Голливуда, включая «Унесённые ветром».

## Память
17 февраля 1950 года в штате Джорджия была учреждена золотая медаль имени Уильяма Фуллера. 15 мая того же года её вручили его сыну — Уильяму Элфорду Фуллеру (William Alford Fuller).

## В культуре
Погоня Фуллера за угнанным паровозом описывается в книге «Daring and Suffering» (с англ. — «Дерзость и страдания») авторства Уильяма Питтенгера — одного из рейдеров.
Сюжет знаменитой комедии «Генерал» 1926 года режиссёра Бастера Китона основан на Великой паровозной гонке, а её главный герой машинист Джонни Грэй (его играет сам Китон) является адаптацией образа Уильяма Фуллера. В 1956 году на студии Walt Disney Pictures при непосредственно участии её основателя Уолта Диснея был снят фильм «Крутой маршрут», который является экранизацией книги Питтенгера; консультантом фильма выступил зять Фуллера — Уилбур Куртц. Роль самого Уильяма Фуллера в данном фильме сыграл Джеффри Хантер.